# .pro
.pro este un domeniu de internet de nivel superior, pentru anumite profesii (GTLD).